# Andrea Mucciolo
Andrea Mucciolo (Roma, 11 de julio de 1978) es un escritor y poeta italiano que ha publicado dos novelas, dos manuales para los escritores emergentes, cuentos y poesías en varias revistas literarias italianas. Mucciolo también es un aforista, cuyos aforismos han sido publicados en diversas publicaciones italianas y mexicanas.[¿dónde?]
Algunos de sus poemas han sido traducidos al español y publicadas en revistas en México Ketzalkoatl, Novedades de Tabasco y en el periódico venezolano de noticias y cultura Coquivacoa.
Una de sus poesías, «Llegarás», ha sido publicada en el número 253 (octubre de 2010) de la revista Poesia, publicada por el Editorial Crocetti Editore.

## Premios literarios y reconocimientos
Premio especial Non omnia possumus omnes, del concurso literario nacional Nicola Zingarelli.[cita requerida]